# Aleksander Ford
Aleksander Ford (Kiev, 24 november 1908 – Naples, 4 april 1980) was een Pools filmregisseur.

## Levensloop
Aleksander Ford heette eigenlijk Mosze Lifszyc. Hij werd in Kiev geboren als Poolse Jood. Ford was een van de belangrijkste Poolse regisseurs in het interbellum. In de Tweede Wereldoorlog maakte hij opvoedkundige films in de Sovjet-Unie. Hij keerde in het zog van het Rode Leger terug naar Polen. Ford draaide na de oorlog veel documentaires en raakte als eerste Poolse filmmaker het thema van de Duitse bezetting aan. Aan de filmschool van Łódź gaf hij onder meer les aan Roman Polański en Andrzej Wajda. Hij verliet het communistische Polen in 1968 na een antizionistische campagne. De rest van zijn leven bracht hij door in Israël, Denemarken en de VS. Hij pleegde in 1980 zelfmoord in Naples in Florida.

## Filmografie (selectie)
- 1932: Legion ulicy
- 1948: Ulica Graniczna
- 1954: Piątka z ulicy Barskiej
- 1958: Ósmy dzień tygodnia
- 1960: Krzyżacy
- 1964: Pierwszy dzień wolności